# Kreis Kyritz
| Basisdaten                         | Basisdaten                                        |
| ---------------------------------- | ------------------------------------------------- |
| Bezirk der DDR                     | Potsdam                                           |
| Kreisstadt                         | Kyritz                                            |
| Fläche                             | 809 km² (1989)                                    |
| Einwohner                          | 33.800 (1989)                                     |
| Bevölkerungsdichte                 | 42 Einwohner/km² (1989)                           |
| Kfz-Kennzeichen                    | D und P (1953–1990) DI (1974–1990) KY (1991–1993) |
|                                    |                                                   |
| Der Kreis Kyritz im Bezirk Potsdam |                                                   |

Der Kreis Kyritz war ein Landkreis im Bezirk Potsdam der DDR. Von 1990 bis 1993 bestand er als Landkreis Kyritz im Land Brandenburg fort. Sein Gebiet liegt heute zum größten Teil im Landkreis Ostprignitz-Ruppin in Brandenburg. Der Sitz der Kreisverwaltung befand sich in Kyritz.

## Geographie

### Lage
Der Kreis Kyritz lag in der Prignitz und wurde von der Dosse und der Jäglitz durchflossen. 

### Nachbarkreise
Der Kreis Kyritz grenzte im Norden an die Kreise Pritzwalk und Wittstock, im Osten an den Kreis Neuruppin, im Süden an die Kreise Nauen und Rathenow, und im Westen an die Kreise Havelberg und Perleberg.

## Geschichte
Der Kreis Kyritz (in den ersten Jahren auch schon Landkreis genannt) wurde am 25. Juli 1952 im Zuge einer grundlegenden Kreisreform in der DDR aus Teilen der damaligen Landkreise Ostprignitz und Ruppin gebildet. Die Länder der DDR wurden aufgelöst, und neue Bezirke wurden geschaffen. Der Kreis Kyritz wurde dem neuen Bezirk Potsdam zugeordnet. Sitz der Kreisverwaltung war in der Stadt Kyritz. Am 1. Januar 1956 wechselte die Gemeinde Wutzetz aus dem Kreis Kyritz in den Kreis Nauen und am 1. Januar 1958 wechselten die Gemeinden Altgarz, Friedrichsbruch und Großderschau aus dem Kreis Kyritz in den Kreis Rathenow.
Am 17. Mai 1990 wurde der Kreis in Landkreis Kyritz umbenannt. Anlässlich der Deutschen Wiedervereinigung 1990 erfolgte am 3. Oktober bzw. endgültig am 14. Oktober 1990 (Termin der Landtagswahl) die Zuordnung zum Land Brandenburg.

### Einwohnerentwicklung
| Jahr      | 1960   | 1971   | 1981   | 1989   |
| Einwohner | 39.784 | 38.643 | 34.680 | 33.800 |

## Wirtschaft
Bedeutende Betriebe waren unter anderen:
- VEB Stärkefabrik Kyritz
- VEB Nahrungsmittelbetriebe Kyritz
- VEB Feinpapierfabrik Hohenofen

## Verkehr
Dem überregionalen Straßenverkehr dienten die F 5 von Nauen über Kyritz nach Boizenburg/Elbe, die F 102 von Bückwitz über Rathenow nach Brandenburg an der Havel, die F 103 von Kyritz nach Rostock und die F 167 von Bückwitz über Neuruppin nach Frankfurt (Oder). Die F 5 diente bis 1982 auch als Transitstrecke zwischen West-Berlin und Hamburg.
Mit dem  Eisenbahnnetz der DDR war der Kreis Kyritz durch die Strecken Berlin–Neustadt (Dosse)–Boizenburg, Neustadt (Dosse)–Rathenow, Neustadt (Dosse)–Kyritz–Meyenburg und Neustadt (Dosse)–Neuruppin verknüpft.

## Kreisangehörige Städte und Gemeinden
Aufgeführt sind alle Orte, die am 25. Juli 1952 bei Einrichtung des Kreises Neuruppin eigenständige Gemeinden waren. Eingerückt sind Gemeinden, die bis zum 5. Dezember 1993 ihre Eigenständigkeit verloren und in größere Nachbargemeinden eingegliedert wurden.
- Kyritz, Kreisstadt (seit 1. Juli 1973 mit Ortsteil Mechow, seit 1. Mai 1974 mit Ortsteil Gantikow)
  - Altgarz (1958 in den Kreis Rathenow umgegliedert)
  - Babe (wurde am 1. Januar 1973 nach Roddahn eingemeindet[5]) (heute ein Wohnplatz von Neustadt (Dosse))
- Bantikow (seit 1. Juli 1973 mit Ortsteil Sechzehneichen) (heute ein Ortsteil der Gemeinde Wusterhausen/Dosse)
- Barenthin (heute ein Ortsteil der Gemeinde Gumtow)
- Barsikow (heute ein Ortsteil der Gemeinde Wusterhausen/Dosse)
  - Bartschendorf (wurde am 1. Januar 1977 nach Dreetz eingemeindet[5]) (heute ein Gemeindeteil von Dreetz)
  - Berlitt (am 1. Oktober 1973 schlossen sich Berlitt und Rehfeld zu Rehfeld-Berlitt zusammen[5]) (heute ein Ortsteil der Stadt Kyritz)
- Blankenberg (heute ein Ortsteil der Gemeinde Wusterhausen/Dosse)
  - Bork (1957 zu Bork-Lellichow) (heute ein Ortsteil der Stadt Kyritz)
- Bork-Lellichow (1957 aus dem Zusammenschluss von Bork und Lellichow entstanden)
- Breddin (am 1. Juli 1973 wurden Damelack und Sophiendorf Ortsteile)
- Brunn (heute ein Ortsteil der Gemeinde Wusterhausen/Dosse)
  - Brüsenhagen (am 1. Oktober 1972 nach Vehlow eingemeindet)
- Bückwitz (seit 1. Januar 1974 mit Ortsteil Metzelthin) (heute ein Ortsteil der Gemeinde Wusterhausen/Dosse)
  - Damelack (wurde am 1. Juli 1973 nach Breddin eingemeindet[5]) (heute ein Gemeindeteil von Breddin)
- Dannenwalde (heute ein Ortsteil der Gemeinde Gumtow)
- Demerthin (heute ein Ortsteil der Gemeinde Gumtow)
- Dessow (heute ein Ortsteil der Gemeinde Wusterhausen/Dosse)
- Döllen (heute ein Ortsteil der Gemeinde Gumtow)
- Dreetz (seit 1. April 1974 mit Ortsteil Michaelisbruch, seit 1. Januar 1977 mit Ortsteil Bartschendorf) (Gemeinde und Gemeindeteil)
- Drewen (heute ein Ortsteil der Stadt Kyritz)
  - Friedrichsbruch (1958 in den Kreis Rathenow umgegliedert)
  - Gantikow (wurde am 1. Mai 1974 nach Kyritz eingemeindet[5]) (heute ein Ortsteil der Stadt Kyritz)
  - Ganz (am 1. Januar 1957 wurde Ganz in Teetz eingemeindet[5]) (heute als Teetz-Ganz ein Ortsteil der Stadt Kyritz)
- Ganzer (heute ein Ortsteil der Gemeinde Wusterhausen/Dosse)
- Gartow (heute ein Ortsteil der Gemeinde Wusterhausen/Dosse)
- Giesenhorst (heute ein Gemeindeteil von Dreetz)
- Görike (heute ein Ortsteil der Gemeinde Gumtow)
- Granzow (heute ein Ortsteil der Gemeinde Gumtow)
  - Großderschau (1958 in den Kreis Rathenow umgegliedert)
- Groß Welle (heute ein Ortsteil der Gemeinde Gumtow)
- Gumtow (heute Gemeinde und ein Ortsteil der Groß-Gemeinde Gumtow)
- Hohenofen (ein Gemeindeteil der Gemeinde Sieversdorf-Hohenofen)
- Holzhausen (heute ein Ortsteil der Stadt Kyritz)
  - Kampehl (wurde am 1. März 1970 nach Neustadt (Dosse) eingemeindet[5]) (heute ein Gemeindeteil von Neustadt (Dosse))
- Kantow (heute ein Ortsteil der Gemeinde Wusterhausen/Dosse)
  - Koppenbrück (am 1. Oktober 1972 nach Zernitz eingemeindet)
  - Köritz (wurde am 1. August 1954 nach Neustadt (Dosse) eingemeindet[5]) (heute ein Wohnplatz von Neustadt(Dosse))
- Kötzlin (heute ein Ortsteil der Stadt Kyritz)
- Kolrep (heute ein Ortsteil der Gemeinde Gumtow)
  - Krams (wurde am	1. Januar 1974 nach Kunow eingemeindet)
- Kunow (heute ein Ortsteil der Gemeinde Gumtow)
  - Läsikow (wurde am 1. August 1954 nach Nackel eingemeindet[5]) (heute ein Ortsteil der Gemeinde Wusterhausen/Dosse)
  - Leddin (am 1. Januar 1969 schlossen sich Leddin und Plänitz zu Plänitz-Leddin zusammen[5]) (heute ein Wohnplatz im Ortsteil Plänitz-Leddin von Neustadt (Dosse))
  - Lellichow (1957 mit Bork zu Bork-Lellichow zusammengeschlossen) (heute ein Ortsteil der Stadt Kyritz)
- Lögow (heute ein Ortsteil der Gemeinde Wusterhausen/Dosse)
- Lohm (heute ein Gemeindeteil von Zernitz-Lohm)
  - Mechow (wurde am 1. Juli 1973 nach Kyritz eingemeindet[5]) (heute ein Ortsteil der Stadt Kyritz)
  - Metzelthin (wurde am 1. Januar 1974 nach Bückwitz eingemeindet[5]) (heute ein Ortsteil der Gemeinde Wusterhausen/Dosse)
  - Michaelisbruch (wurde am 1. April 1974 nach Dreetz eingemeindet[5]) (heute ein Gemeindeteil von Dreetz)
- Nackel (seit 1. August 1954 mit Ortsteil Läsikow) (heute ein Ortsteil der Gemeinde Wusterhausen/Dosse)
- Neustadt (Dosse), Stadt (seit 1. August 1954 mit Ortsteil Köritz, seit 1. März 1970 mit Ortsteil Kampehl)
  - Plänitz (am 1. Januar 1969 schlossen sich Leddin und Plänitz zu Plänitz-Leddin zusammen[5]) (heute ein Wohnplatz im Ortsteil Plänitz-Leddin von Neuhausen (Dosse))
  - Rehfeld (am 1. Oktober 1972 schlossen sich Berlitt und Rehfeld zu Rehfeld-Berlitt zusammen[5]) (heute ein Ortsteil der Stadt Kyritz)
- Roddahn (seit 1. Januar 1958 mit Ortsteil Schwarzwasser, seit 1. Januar 1973 mit Ortsteil Babe) (heute ein Ortsteil von Neustadt (Dosse))
  - Rübehorst (am 1. Mai 1974 nach Großderschau eingemeindet)
- Schönberg (seit 1. Januar 1957 mit Ortsteil Tramnitz, seit 1. Januar 1963 mit Ortsteil Wulkow) (heute ein Ortsteil der Gemeinde Wusterhausen/Dosse)
- Schönermark (heute ein Gemeindeteil von Stüdenitz-Schönermark)
- Schönhagen (heute ein Ortsteil der Gemeinde Gumtow)
- Schrepkow (heute ein Ortsteil der Gemeinde Gumtow)
  - Schwarzwasser (wurde am 1. Januar 1958 nach Roddahn eingemeindet[5]) (heute ein Wohnplatz von Neustadt (Dosse))
  - Sechzehneichen (wurde am 1. Juli 1973 nach Bantikow eingemeindet) (heute ein Ortsteil der Gemeinde Wusterhausen/Dosse)
- Segeletz (heute ein Ortsteil der Gemeinde Wusterhausen/Dosse)
- Sieversdorf (ein Gemeindeteil der Gemeinde Sieversdorf-Hohenofen)
  - Sophiendorf (wurde am 1. Januar 1957 nach Damelack eingemeindet, Damelack einschl. Sophiendorf wurde am 1. Juli 1957 nach Breddin eingemeindet[5]) (heute ein Gemeindeteil von Breddin)
- Stüdenitz (heute ein Gemeindeteil von Stüdenitz-Schönermark)
  - Teetz (am 1. Januar 1957 wurde Ganz in Teetz eingemeindet, wohl nach 1992 in Teetz-Ganz umbenannt[5]) (heute ein Ortsteil der Stadt Kyritz)
  - Tramnitz (wurde am 1. Januar 1957 nach Schönberg eingemeindet[5]) (heute ein Ortsteil der Gemeinde Wusterhausen/Dosse)
- Trieplatz (heute ein Ortsteil der Gemeinde Wusterhausen/Dosse)
- Vehlin (heute ein Ortsteil der Gemeinde Gumtow)
- Vehlow (heute ein Ortsteil der Gemeinde Gumtow)
  - Voigtsbrügge (am	1. Januar 1957 nach	Sophiendorf eingemeindet)
  - Wulkow (wurde am 1. Januar 1963 nach Schönberg eingemeindet[5]) (heute ein Ortsteil der Gemeinde Wusterhausen/Dosse)
- Wusterhausen/Dosse, Stadt (heute ein Ortsteil der (Groß-)Gemeinde Wusterhausen/Dosse)
- Wutike (heute ein Ortsteil der Gemeinde Gumtow)
  - Wutzetz (wechselte am 1. Januar 1956 in den Kreis Nauen)
- Zernitz (heute ein Gemeindeteil von Zernitz-Lohm)

Im Rahmen der Kreisreform in Brandenburg ging der Landkreis Kyritz, zusammen mit den Kreisen Neuruppin und Wittstock am 6. Dezember 1993 fast vollständig im neuen Landkreis Ostprignitz-Ruppin auf. Lediglich das Amt Gumtow kam zum Landkreis Prignitz.

## Kfz-Kennzeichen
Den Kraftfahrzeugen (mit Ausnahme der Motorräder) und Anhängern wurden von etwa 1974 bis Ende 1990 dreibuchstabige Unterscheidungszeichen, die mit dem Buchstabenpaar DI begannen, zugewiesen. Die letzte für Motorräder genutzte Kennzeichenserie war DY 20-01 bis DY 40-00.
Anfang 1991 erhielt der Landkreis das Unterscheidungszeichen KY. Es wurde bis Ende 1993 ausgegeben. Seit dem 18. März 2013 ist es in Zusammenhang mit der Kennzeichenliberalisierung im Landkreis Ostprignitz-Ruppin erhältlich.